# Ruppens kraftstation
Ruppens kraftstation är ett före detta kraftverk, beläget vid ett 26 meter högt vattenfall vid sjön Ruppens utlopp i Aneby kommun. Kraftverket har en vit fasad med ett trappstegsformat torn, som ser ut som en gammal kyrka och det kallades lokalt därför "Kraftverkskyrkan". 
Under ledning av baron Axel von Otter på Stora Hultrum startades 1914 en mindre produktion av likström som 1920 utökades med distribution av trefas växelström till Bunn, Vireda och omkringliggande byar på upp till cirka två mils avstånd. Under en period drevs även en numera riven lokal sulfitfabrik, Nynäs sulfitfabrik, med elektricitet från kraftverket. Vid sulfitfabriken tillverkades dels kartong och dels finare papper.
Elabonnenterna betalade inledningsvis 10 kronor per ansluten lampa och inte efter förbrukning, så redan tidigt var omkring 2 000 lampor anslutna. På 1960-talet lades hela kraftanläggningen ner och är 2021 ett industriminne under förfall.